# Khaled Al-Eid
Khaled Al-Eid (2 de janeiro de 1969) é um ginete saudita, especialista em saltos, medalhista olímpico. 

## Carreira
Khaled Al-Eid representou seu país nos Jogos Olímpicos de 2000, na qual conquistou a medalha de bronze nos saltos individual.